# Nena (Kontinent)
Nena ist in der Erdgeschichte die Bezeichnung für einen hypothetischen, paläoproterozoischen/mesoproterozoischen Kontinent, der vor 1750 bis 1265 Millionen Jahren existiert haben soll. Das Konzept dieses Kontinents wurde von späteren Autoren etwas erweitert (z. B. John J. W. Rogers, 1996). Nena ist in der ursprünglichen Konzeption quasi identisch mit dem etwas früher vorgestellten Konzept eines hypothetischen Kontinents Nuna, der heute fälschlicherweise häufig mit dem hypothetischen Superkontinent Columbia gleichgesetzt wird.

## Namensgebung
Der Name Nena bzw. NENA für den erdgeschichtlichen Kontinent wurde von C. F. Gower, A. B. Ryan und T. Rivers 1990 vorgeschlagen. Er ist ein englisches Akronym aus Nordeuropa und Nordamerika (engl. Northern Europe and North America).

## Bestandteile
Er entstand aus den erdgeschichtlichen Kontinenten Arctica und Baltica. Rogers (1996) und Rogers & Santosh (2003) erweiterten diese Definition um Ost-Antarctica, das vor der Westküste Nordamerikas gelegen haben soll. 

## Nena als Kontinent der Erdgeschichte
Durch die Fusion von Nordeuropa (im Wesentlichen das spätere Baltica) und weiteren Teilen von Nordamerika (Arctica) soll um vor 1800 Millionen Jahren (Grenzbereich Statherium/Orosirium) der Großkontinent Nena entstanden sein. Nach alternativen Modellen bestand um diese Zeit bereits der Superkontinent Columbia.